# Ferdinand Sinet
Pour les articles homonymes, voir Sinet.
Ferdinand Sinet (F. Sinet, signature sur ses œuvres), né Louis René Ferdinand Sinet le 15 mai 1862 à Villennes-sur-Seine villa "Le Val Sinet", Yvelines, décédé le 15 septembre 1947 à Cannes (Alpes-Maritimes), est un artiste peintre, portraitiste et portraitiste canin français.

## Biographie
Il est le second des quatre fils du peintre Louis René Hippolyte Sinet (né à Péronne, Somme, en 1835 - décédé à Agimont, province de Namur, Belgique, le 20 février 1920), peintre également et de Marie Louise Caillouet 1834- (fille du sculpteur-statuaire Louis-Denis Caillouette ou Caillouët, Paris le 9 mai 1790 - Paris le 8 février 1868).
Il fut l'élève de son père Louis Sinet (1835-1920).
Professeur de dessin, peintre et portraitiste canin, vers 1895 son atelier se situait à Paris, 7 rue de Châteaudun, 9e arrondissement, puis vers 1913 à Cannes, 1 rue Léopold Bucquet.
Il a exposé ses œuvres à la galerie Guyot de Cannes, 80 rue d'Antibes.
En 1912, domicilié à Cannes, 23 boulevard Carnot, il épouse Élise Antoinette Baussy 1866-1950.
Il a réalisé les affiches du " Carnaval de Cannes " de 1901 et de 1903, ce carnaval fut créé en février 1897 et a cessé à cause de la Seconde Guerre mondiale
En 1902 il est professeur à l'association polytechnique de Cannes (J.O. du 03 mars 1902).
Il fut promu officier d'académie.

## Œuvres connues
- "Sa majesté Carnaval venant hiverner pour sa santé dans sa bonne ville de Cannes", 1901, aquarelle, mine de plomb, encre et gouache sur papier bistre, 0.37 x 0.48, S.B.D. ;
- Portrait de femme[3]
- Portrait d'un collie[3]
- Portrait d'un caniche[3]
- Portrait d'un chien poméranien[3]
- Portrait d'un chien danois[3]

## Expositions
Il a régulièrement exposé au Salon des artistes français dont il était membre.
Il également participé aux expositions de l'Association des Beaux-Arts de Cannes notamment en 1913 avec :
- "Le modèle artiste"
- "Le Bourget"
- "Portrait"

Ainsi qu'en 1936.

## Collections publiques
Musée des Beaux-Arts de Cannes : "Sa majesté Carnaval venant hiverner pour sa santé dans sa bonne ville de Cannes", 1901.